# Міжнародний рух солідарності
Міжнародний рух солідарності (англ. International Solidarity Movement (ISM)) — палестинська неурядова організація спрямована на підтримку ненасильницькими засобами боротьби палестинців за свої права на окупованих Ізраїлем територіях. Заснована у 2001 році палестинським активістом Гассан Андоні і ізраїльтянкою Нетою Голан. Організація об'єднує пацифістів з декількох країн Європи і Америки.

## Основні цілі
- Збирання фактів щодо умов життя палестинців. Запобігання випадкам фізичного насильства по відношенню до палестинців з боку ізраїльських військових і поселенців.
- Заохочення міжнародних засобів масової інформації об'єктивно висвітлювати факти «незаконності та жорстокості ізраїльскої окупації».
- Підбір добровольців для участі в якціях ненасильницького опору.
- Створення певного впливу на світову громадську думку для тиску на Ізраїль в його політиці в регіоні.

## Методи
- Стримування військових операцій проти палестинців шляхом присутності активістів на місці подій між палестинцями і ізраїльською армією.
- Супроводження палестинців на пунктах контролю щоб унеможливити їх переслідування з боку ізраїльських поселенців та військових.
- Усунення перешкод та блокад перед палестинськими поселеннями.
- Блокада ізраїльських військових транспортних засобів на окупованих територіях, таких, як танки та бульдозери.
- Постачання допомоги палестинцям під час комендантської години, супроводження лікарів.
- Перешкоджання будівництву стіни на Західному березі і розміщення політичних графіті на них.
- Намагання зняти ізраїльську блокаду Смуги Ґаза і спроба постачання допомоги в цей регіон.